# Dorothy Osborne
Pour les articles homonymes, voir Osborne.
Dorothy Osborne, Lady Temple, née en 1627 dans le Bedfordshire et morte le 7 février 1695, est une écrivaine britannique de lettres et l'épouse de Sir William Temple, 1er baronnet. 

## Biographie
Osborne naît au prieuré de Chicksands, dans le Bedfordshire, en Angleterre. Elle est la plus jeune des dix enfants d'une famille résolument royaliste. Son père est le noble Sir Peter Osborne, lieutenant-gouverneur de l'île de Guernesey sous Charles I. Sa mère est Dorothy Danvers, dont le frère est le régicide Sir John Danvers. 
Après avoir refusé une longue succession de prétendants présentés par sa famille, dont son cousin Thomas Osborne, Henry Cromwell (fils de Lord Protector Oliver Cromwell ) et Sir Justinian Isham, en 1654, Dorothy Osborne épouse Sir William Temple, avec lequel elle avait entretenu une longue et clandestine cour. C'est pour ses lettres à Temple, qui sont spirituelles, progressistes et socialement éclairantes, qu'on se souvient d'Osborne. Seule la partie de la correspondance d'Osborne subsiste, comprenant une collection de 79 lettres conservées à la British Library (ADD. MSS. 33975). 
Osborne était tombée amoureuse de Temple en 1647, alors qu'ils avaient à peu près dix-neuf ans. Bien que les deux familles se soient opposées au mariage pour des raisons financières, les mariages du XVIIe siècle étant souvent des arrangements d'affaires, elle est restée fermement célibataire. Après la mort de son père, les familles du couple ont sanctionné le mariage, mettant fin à près de sept ans de fréquentations intermittentes, ces deux dernières années marquées par le célèbre échange de lettres. Le mariage a lieu le 25 décembre 1654, et le mariage dure jusqu'à la mort de Lady Temple le 7 février 1695
Bien qu’il reste peu de traces d’Osborne après son mariage, quelques-unes de ses notes et lettres de mariage subsistent, bien qu’elles manquent de l’esprit et de la verve de ses lettres de cour. Des références éparses indiquent qu'Osborne était très impliquée dans la carrière diplomatique de son mari et dans des affaires d'État. La carrière de Sir William a affecté le couple à l'étranger pendant certaines périodes de leur vie conjugale, notamment à Bruxelles (dans les Pays-Bas espagnols ) et en République néerlandaise. Temple a été ambassadeur à La Haye à deux reprises, dernièrement lors des négociations de mariage entre William et Mary. En 1671, Charles II d’Angleterre s'est servi de Dorothy pour provoquer la Troisième guerre anglo-néerlandaise en la laissant naviguer le 24 août sur le yacht royal Merlin à travers la flotte hollandaise, exigeant d’être salué par une fumée blanche. Osborne était une figure importante et reconnue dans les négociations de mariage ultérieures en raison de son amitié avec William III d’Orange et la princesse Mary. L'amitié étroite d'Osborne avec Mary dura jusqu'à la mort de la reine en 1694. 
Osborne (Lady Temple) a eu neuf enfants, dont tous sauf deux sont morts en bas âge. Une fille, Diana, a succombé à la variole à l'âge de quatorze ans, et un fils, John, s'est suicidé dans la vingtaine, mais pas avant qu'il se soit marié et ait eu deux enfants, donnant à Sir William et Lady Temple deux petites-filles : Elizabeth et Dorothy Temple. 
Lady Temple est morte à Moor Park, Surrey, et est inhumée dans l'aile ouest de l'Abbaye de Westminster, avec son mari Sir William Temple, sa fille Diana Temple et la sœur de Temple, Martha, Lady Giffard, dont la vie adulte a été passée comme membre de la famille Osborne/Temple. 

## Historique des publications
Les lettres de Dorothy Osborne ont été publiées à de nombreuses reprises depuis leur parution initiale en 1888. L’édition la plus récente est publiée par Kenneth Parker: Dorothy Osborne: Lettres to Sir William Temple, 1652–1554: Observations on Love, Literature, Politics and Religion ( Ashgate, 2002), bien que cette édition ne soit pas sans problèmes pour les utilisateurs spécialisés, notamment en ce qui concerne l'ordre correct de certaines des lettres, dont beaucoup étaient non datées et difficiles à classer chronologiquement. Le texte de l'édition de 1888 de l'éditeur Sir Edward Parry est disponible en ligne à l'adresse suivante . L'édition de Parry est particulièrement précieuse pour son commentaire utile, bien qu'il n'ait malheureusement pas conservé l'orthographe originale pour sa transcription, et l'"anglais moderne" dans certains cas diminue le charme considérable de la prose d'Osborne. Les éditions critiques de G. C. Moore Smith (1928) et de Parker conservent l'orthographe et la ponctuation d'Osborne.